# Івченко Вадим Євгенович
Вадим Євгенович Івченко (нар. 29 січня 1980, Уссурійськ, Росія) — депутат Верховної Ради України VIII—IX скликання від ВО «Батьківщина». Член Комітету Верховної Ради України з питань національної безпеки, оборони та розвідки. Голова Міжфракційного депутатського об'єднання "За військово-технічну могутність України". Першим запросив до України такі компанії як Northron Grumman, Textron Systems i Bell Helicopter. Сьогодні вже активно розвиваються проєкти, пов'язані з цими компаніями.

## Освіта
- 1997–2002 — Київський гуманітарний інститут — спеціаліст з міжнародних відносин;
- 2009–2011 — Національна академія державного управління при Президентові України — магістр державного управління;
- 2014 — навчання у Києво-Могилянській бізнес-школі (kmbs);
- 2018 — здобув науковий ступінь кандидата економічних наук за спеціальністю: «Економіка та управління національним господарством» (ННЦ «Інститут аграрної економіки»).

07-08 2017 — пройшов навчання в Академії Дипломатії та Демократії м. Вашингтон ДіСі під час якого провів зустрічі з представниками американського уряду, дипломатами, політиками, конгресменами та бізнесменами.
Вільно володіє англійською мовою.

## Кар'єра
- 2005–2012 — директор ТОВ «Інтергруп — ЛДН»;
- 2012–2014 — заступник голови — керівник Виконавчої дирекції Всеукраїнської асоціації сільських та селищних рад.

## Громадська активністьч1997— членАтлантичної ради Україн;
- 1999–2001 — голова Молодіжного форуму АРУ;
- 1998–2001 — віце-президент молодіжної організації — «Євроклуб» при Київському гуманітарному інституті;
- 1999 — голова української молодіжної делегації на 45-й Генеральній Асамблеї Асоціації Атлантичного Договору (м. Страсбург);
- 2005 — учасник зустрічі Україна — НАТО; Росія — НАТО на рівні міністрів закордонних справ (м. Вільнюс);
- 2010–2014 — депутат міської ради, м. Біла Церква, Київської області;
- 2012–2014 — член Робочої групи з аграрних ринків при Міністерстві аграрної політики та Урядового Комітету з питань регіонального розвитку.
- 2014 — член Експертної ради з питань попередження корупції та ефективного управління при Голові Державного агентства земельних ресурсів України.
- 2014 - член постійної делегації у Парламентській асамблеї Організації Чорноморського економічного співробітництва
- 2014 — представник у Верховній Раді України Всеукраїнської асоціації сільських та селищних рад, профспілки працівників  АПК  України, ФСТ «Колос», представник Асоціації фермерів та приватних землевласників України;
- 2015 — член виконкому Федерації футболу України;
- 2015 — член Міжфракційного депутатського об'єднання з реформування податкового, митного та земельного законодавства;
- 2016 — представник Федерації Профспілок України від фракції «Батьківщина» у Верховній Раді;
- 2020 — почесний член Президії Національної Асоціації Адвокатів України Південно-Української міжнародної колегії адвокатів/
- У березні 2021 року Вадима Івченка було призначено — послом Фонду ООН[2] для проєкту «Шовковий шлях».
- 2023 - Голова Міжфракційного депутатського об’єднання «За військово-технічну могутність України». На цій посаді на сьогоднішній день координує багато питань щодо поставок різного виду зброї і амуніції безпосередньо з країн-партнерів, а також з інших держав. Головна мета для Вадима Івченка - забезпечити, щоб виробництво озброєння і техніки відбувалось безпосередньо в Україні. Адже це є однією з форм непрямої підтримки партнерів. Також це створює нові робочі місця та збільшує податкові надходження до бюджетів різних рівнів. Це  розвиває індустріальне співробітництво між такими крахнами як США і Україна.  Більше того, якщо збирання зброї і різноманітної техніки здійснюватиметься в Україні це дозволить інтегрувати в глобальні виробничі ланцюки країн-партнерів українські компанії, створюючи додаткову додану вартість саме на нашій території.

## Бійки у залі ВР
12 лютого 2015 у залі засідань ВР побився з Єгором Соболєвим.
16 липня 2021 році депутат побився вже з Миколою Сокольським.

## Нагороди та відзнаки
- Подяка Прем'єр-міністра України
- Цінний подарунок Голови Верховної Ради України[уточнити]
- Подяка Міністра аграрної політики України

## Особисте життя
Виховує двох дітей.